# Aeroportul Desert Rock
Aeroportul Desert Rock (IATA: DRA, ICAO: KDRA, FAA LID: NV65) este un aeroport din Nevada, Statele Unite ale Americii.
Situat la o altitudine de 1.010 m, aeroportul dispune de 1 pistă. Este operat de Mercury⁠(d).

## Infrastructură

### Piste
Aeroportul dispune de o singură pistă. Pista 02/20 are suprafața de beton și dimensiunile 7.515 picioare × 100 picioare. 